# Alberteiche Weißig

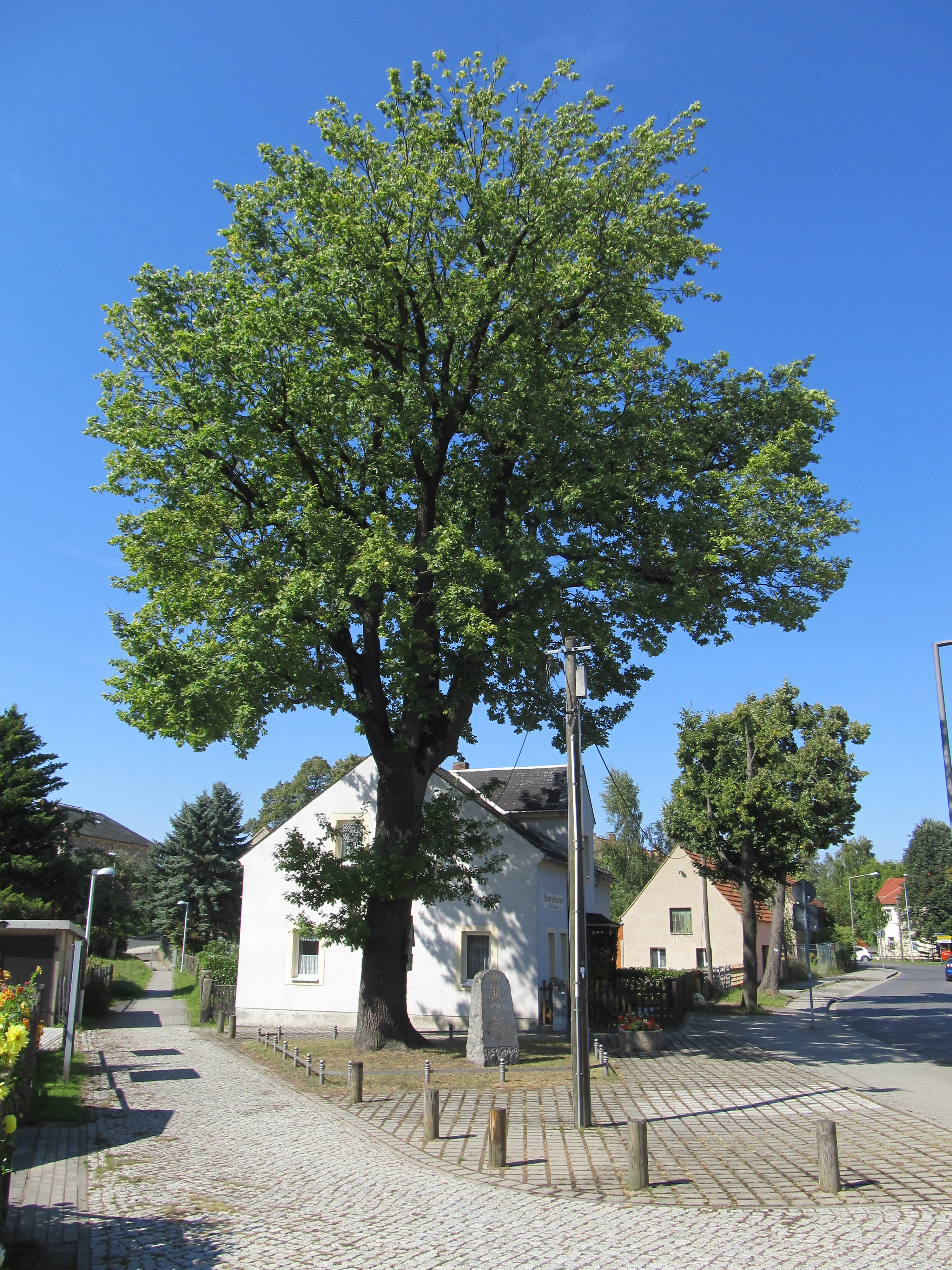
Alberteiche mit Gedenkstein in Weißig

Die Alberteiche Weißig ist ein Gedenkbaum in Weißig, einem Stadtteil im Dresdner Osten. Der Name der Stiel-Eiche (Quercus robur L.) bezieht sich auf den sächsischen König Albert, an dessen 70. Geburtstag sie am 23. April 1898 mit Blick auf das im gleichen Jahr bevorstehende 25. Regierungsjubiläum gepflanzt wurde. Es ist eine von etwa 100 Alberteichen und 40 Albertbuchen, die zu diesem Anlass sachsenweit gepflanzt wurden.
Der Baum steht solitär in Weißig an der Hauptstraße südlich neben dem Haus Nr. 3 auf einer Freifläche, die von der einmündenden Südstraße begrenzt wird. Vor dem Baum steht zur Hauptstraße hin ein Gedenkstein. Dieser trägt unter dem Monogramm des Königs und der Jahreszahl 1898 die Inschrift:
Sr. Majestät dem König

Albert

am 70. Geburtstag

25 jähr. Reg.-Jubiläum

in treuer Verehrung gewidmet

              von Karl Angermann.
Der Baum überragt mit einer Höhe von 23 Metern zwar die 500 Meter westlich stehenden Stiel-Eichen am Steinkreuz, kommt mit seinem Kronendurchmesser von 12 Metern und dem Stammdurchmesser von 0,86 Metern nicht an deren Mächtigkeit heran.